# 在ロシア日本国大使館
在ロシア日本国大使館（ざいロシアにほんこくたいしかん、ロシア語: Посольство Японии в России、英語: Embassy of Japan in Russia）は、ロシアに在する日本大使館。外務省の特別の機関。

## 沿革
- 1858年8月19日（旧暦:安政5年7月11日）：日露修好通商条約調印
- 1859年8月18日（旧暦:安政6年7月10日）：日露修好通商条約批准
- 1874年（明治07年）：ロシア帝国・サンクトペテルブルクに在ロシア日本公使館開設
- 1908年（明治41年）5月：大使館に昇格
- 1945年（昭和20年）8月：ソビエト連邦が日ソ中立条約を一方的に破棄しソ連対日参戦、事実上の国交断絶。
- 1956年（昭和31年）：日ソ共同宣言、国交回復、モスクワに大使館開設。

## 歴代在露日本大使
| 大使     | 任期            | 備考               |
| -------- | --------------- | ------------------ |
| 武藤顕   | 2023年 -        |                    |
| 上月豊久 | 2015年 - 2023年 |                    |
| 原田親仁 | 2011年 - 2015年 |                    |
| 河野雅治 | 2009年 - 2011年 |                    |
| 齋藤泰雄 | 2006年 - 2009年 |                    |
| 野村一成 | 2002年 - 2006年 |                    |
| 丹波實   | 1999年 - 2002年 |                    |
| 都甲岳洋 | 1996年 - 1999年 |                    |
| 渡辺幸治 | 1993年 - 1996年 |                    |
| 枝村純郎 | 1991年 - 1993年 | 駐ソ大使からの留任 |

## 歴代在ソ連日本大使
| 大使       | 任期            | 備考 |
| ---------- | --------------- | ---- |
| 枝村純郎   | 1990年 - 1991年 |      |
| 武藤利昭   | 1987年 - 1990年 |      |
| 鹿取泰衛   | 1984年 - 1987年 |      |
| 高島益郎   | 1982年 - 1984年 |      |
| 魚本藤吉郎 | 1978年 - 1982年 |      |
| 重光晶     | 1974年 - 1978年 |      |
| 新関欽哉   | 1971年 - 1973年 |      |
| 中川融     | 1965年 - 1970年 |      |
| 下田武三   | 1963年 - 1965年 |      |
| 山田久就   | 1961年 - 1963年 |      |
| 門脇季光   | 1957年 - 1961年 |      |
| 佐藤尚武   | 1942年 - 1946年 |      |
| 建川美次   | 1940年 - 1942年 |      |
| 東郷茂徳   | 1938年 - 1940年 |      |
| 重光葵     | 1936年 - 1938年 |      |
| 太田為吉   | 1932年 - 1936年 |      |
| 広田弘毅   | 1930年 - 1932年 |      |
| 田中都吉   | 1925年 - 1930年 |      |

## 歴代在ロシア帝国日本大使
| 大使               | 任期            | 備考           |
| ------------------ | --------------- | -------------- |
| 内田康哉           | 1916年 - 1918年 |                |
| 本野一郎           | 1908年 - 1916年 | 公使からの昇格 |
| 本野一郎（公使）   | 1906年 - 1908年 |                |
| 珍田捨巳（公使）   | 1904年 - 1906年 |                |
| 栗野慎一郎（公使） | 1901年 - 1904年 |                |
| 小村壽太郎（公使） | 1900年 - 1901年 |                |
| 林董（公使）       | 1897年 - 1900年 |                |
| 西徳二郎（公使）   | 1886年 - 1896年 |                |
| 花房義質（公使）   | 1883年 - 1886年 |                |
| 柳原前光（公使）   | 1880年 - 1883年 |                |
| 榎本武揚（公使）   | 1874年 -        |                |

## 所在地
- 大使館
  - モスクワ グロホリスキー通り27番地
  - 管轄地域：ロシア(下記を除く)
- 在ウラジオストク総領事館
  - ウラジオストク市ヴェルフネポルトヴァヤ通り46
  - 管轄地域：沿海地方、カムチャッカ地方、マガダン州、コリャーク自治管区
- 在サンクトペテルブルク総領事館
  - サンクトペテルブルク市モイカ河岸通り29
  - 管轄地域：サンクトペテルブルク市、レニングラード州
- 在ハバロフスク総領事館
  - ハバロフスク市
  - 管轄地域：ブリヤート共和国、サハ共和国、ハバロフスク地方、アムール州、イルクーツク州、チタ州、ユダヤ自治州、アギン・ブリヤート自治管区
- 在ユジノサハリンスク総領事館
  - サハリン州ユジノサハリンスク市レーニン通り234
  - 管轄地域：サハリン州

## その他
- 現在の大使館は、2007年（平成19年）に完成。地上5階地下1階建。着工当時、豪華すぎるとの批判を受け、予算の低減が行われた。
  - 大使館の老朽化のため、建て替え用の敷地に、ソビエト社会主義共和国連邦政府から、モスクワ市ヤキマンコに土地の提供を打診されたものの、女性器の俗称を想起させるためか、日本側から断った。
- 佐藤優が1988年（昭和63年）から1995年（平成7年）まで勤務しており、佐藤の勤務当時のエピソードが多数明るみに出ている。
- 1945年（昭和20年）当時の大使館の建物は、1993年（平成5年）時点ではナイジェリア大使館に使用されていた[1]。